# Club de Rugby La Vila
Actualités
Le Club de Rugby La Vila est un club espagnol de rugby à XV qui évolue en première division du Championnat d'Espagne de rugby et qui est situé à La Vila Joiosa dans la Communauté valencienne.

## Histoire
Le Club de Rugby La Vila est fondé en 1983. Il remporte le championnat national en 2011. Ce titre permet au club de participer pour la première fois au Challenge européen pour la saison 2011-2012.

## Palmarès
- Vainqueur du Championnat d'Espagne : 2011.